# الشعيبة (حزم العدين)

تعديل مصدري - تعديل

الشعيبة محلة تابعة لقرية الاسور، التابعة لعزلة بني وائل بمديرية حزم العدين إحدى مديريات محافظة إب في الجمهورية اليمنية، بلغ تعداد سكانها 37 حسب تعداد اليمن لعام 2004.